# Danilo Kocjančič
Danilo Kocjančič, slovenski skladatelj, kitarist, baskitarist in pevec, * 22. marec 1949, Koper, Svobodno tržaško ozemlje, † 3. februar 2013, Ljubljana.

## Življenjepis
Danilo je glasbeno kariero začel kot srednješolec, v 60. letih 20. stoletja, z ustanovitvijo za tiste čase avantgardne  skupine Kameleoni. Kasneje je ustanovil še skupine Danilo in Novi kameleoni, Boomerang, Rado & Danilo, Labirint, Prizma, Bazar in Halo.
Pravi Kocjančičev skladateljski talent se je pokazal pri skupini Prizma, s katero je na besedila Draga Misleja-Mefa nanizal kup uspešnic (»Pogum«, »Dobrodošli«, »Senca«, »Ta moška« itd.), zmagoval na festivalih in posnel tri LP plošče ter nekaj singl plošč. Kot nadaljevanje Prizminega obdobja je s skupino Bazar nanizal največ uspešnic (»Tina«, »Portorož 1905«, »Dober dan«, »Poišči me«, »Amerika« itd.), ki so doživele vrsto priredb raznih izvajalcev.
Nadaljeval je s skupino Halo, ki je postala razpoznavna z uspešnico »Anita ni nikoli ...«. Začel je pisati skladbe tudi za druge izvajalce zabavne glasbe (Tinkara Kovač, Polona, Lara Baruca, Monika Pučelj, Aleksandra Čermelj itd.), ki so svojo kariero začeli in postali znani z Danilovo pomočjo. 
Kasneje je izdal samostojna albuma Vse moje ljubezni in Danilo & Friends, na katerih so zbrane njegove uspešnice iz različnih glasbenih obdobij, v novih preoblekah in z različnimi vokalnimi solisti. 2005 je izdal ploščo Danilo poje Kocjančiča, na kateri je prvič vse glavne vokale odpel sam. 
S skupino Danilo Kocjančič & Friends, ki je delovala od leta 2011 pa do njegove smrti, so se Danilo in ekipa vrnili k avtorskim koncertom in k bolj rockerskim priredbam Danilovih največjih uspešnic iz vseh obdobij. V skupini, v kateri je Danilo igral kitaro in odpel del repertoarja, so igrali  še Ladi Mljač (pevec ter bobnar skupine Prizma), Matjaž Švagelj (Kalamari, Slavko Ivančič itd.) in poleg Primorcev tudi Korošec Matjaž Sterže (Wellblott, Tinkara Kovač itd.).
Njegove skladbe so dobivala nagrade na festivalih, kot so Melodije morja in sonca (Danilo je tam zmagal kar šestkrat) in Pop delavnica.  Med drugimi nagradami je leta 2012 je prejel posebno priznanje "Poklon za zasluge na glasbenem področju" na festivalu Rock Otočec.
Zadnjič je nastopil s skupino 17. novembra 2012 v Športni dvorani Skala v Pivki na koncertu ob 20-letnici skupine Ana Pupedan. 3. februarja 2013 je po nekajmesečni bolezni umrl. Po eni varianti naj bi umrl zaradi raka na limfnih žlezah, po drugi pa zaradi posledic okužbe z virusom HIV.
Eden njegovih sinov je didžej in producent Tine Kocjančič bolj znan pod imenom Valentino Kanzyani.

## Diskografija

### Kameleoni
- Šampioni Jugoslavije, Diskos, 1967
- Dedicated to the One I Love, Jugoton, 1967
- Kameleoni, 1981
- Kameleoni 66-67, Helidon, 1994
- Za vse generacije, Helidon, 1995
- The Ultimate Collection, Croatia Records, 2011

### Prizma
Albumi
- Pogum, RTV Ljubljana, 1979
- Junak zadnje strane, PGP RTB, 1983
- Največje uspešnice, ZKP RTV Slovenija, 1996

Singli
- "Če si moja", Helidon, 1977
- "Pogum" (s Tomažem Domiceljem), RTV Ljubljana, 1978
- "Glas noči", RTV Ljubljana, 1979
- "Moje čudne žene", RTV Ljubljana, 1979

Bazar
- Bazar, ZKP RTV Ljubljana, 1986
- Amerika, ZKP RTV Slovenija, 1990
- Kompilacija 84-92, ZKP RTV Slovenija, 1998

Halo
- Anita ni nikoli ..., ZKP RTV Slovenija, 1997
- Kaj je novega, ZKP RTV Slovenija, 1999
- V živo, ZKP RTV Slovenija, 2003

samostojno
- Danilo & Friends - Največji uspehi, Helidon, 1994
- Vse moje ljubezni, ZKP RTV Slovenija, 1999
- Danilo poje Kocjančiča, Nika Records, 2005

Danilo Kocjančič & Friends
- Nisi prva, nisi zadnja, ZKP RTV Slovenija, 2018